# Dentobunus insignitus
Dentobunus insignitus is een hooiwagen uit de familie Sclerosomatidae.